# Funny Ha Ha
Funny Ha Ha es una película escrita y dirigida por Andrew Bujalski del año 2002. Se trata de las vidas de varios veinteañeros que han cumplido sus estudios universitarios, pero ya no han empezado sus vidas adultas. Con un presupuesto muy bajo, se rodó en 16 mm, que añade a su carácter como un pedazo de vida. Luego fue descrita como la primera película mumblecore.  

## Sinopsis
Presenciamos los placeres y los problemas de Marnie, la protagonista recientemente graduada, mientras explora su identidad y vida nueva después de la universidad. Marnie intenta buscar trabajo temporal, reducir su consumo de alcohol y atraer a su distante amigo universitario Alex, por ejemplo. Toma lugar alrededor de Allston, un barrio de Boston, Massachusetts.

## Recepción
La película tuvo críticas mayormente favorables y fue alabada por su realismo. Recibió una 87% puntuación de frescura en Rotten Tomatoes y un índice de 78 en Metacritic.
Posteriormente sería considerada el primer ejemplo del subgénero cinemático denominado mumblecore, una corriente de nuevas películas de bajo presupuesto, actores no profesionales y encuadres naturalistas.